# Сєдов Павло Іванович
Павло Іванович Сєдов (рос. Павел Иванович Седов; 12 січня 1982, м. Воскресенськ, СРСР) — російський хокеїст, правий нападник. 
Вихованець хокейної школи «Хімік» (Воскресенськ). Виступав за: «Хімік» (Воскресенськ), ТХК (Твер), ХК «Рязань».